# أمزوج (الواديين)
أمزوج هو دُوَّار يقع بجماعة سنادة، إقليم الحسيمة، جهة طنجة تطوان الحسيمة في المملكة المغربية. ينتمي الدوّار لمشيخة الواديين التي تضم 8 دواوير. يقدر عدد سكانه بـ 763 نسمة حسب الإحصاء الرسمي للسكان والسكنى لسنة 2004.

## روابط خارجية
- البوابة الوطنية للجماعات الترابية
- المندوبية السامية للتخطيط